# Lascia perdere, Johnny!
Lascia perdere, Johnny! è un film del 2007 diretto da Fabrizio Bentivoglio.

## Trama
Fausto Ciaramella, detto dagli amici Faustino, aspira a diventare un chitarrista professionista e cerca un ingaggio per evitare il servizio militare. Trova prima spazio in un gruppo musicale che suona nelle feste di piazza, vivendo con essa delle vicende tragicomiche, poi passa a lavorare per Raffaele Niro, un impresario poco affidabile, che lo ingaggia per il noto pianista Augusto Riverberi, che gli dà il soprannome Johnny. Per il giovane Johnny si aprono diverse speranze per il futuro e, pertanto, spera di far carriera, ma gli inizi non sono facili, anzi si scontra con il mondo dello spettacolo fatto spesso di promesse mal riposte. Quando, preso dallo sconforto ed in bolletta, Fausto decide di mollare tutto, ricompare Augusto.

## Produzione
Il film si ispira alla storia di Fausto Mesolella, chitarrista del gruppo degli Avion Travel e autore delle musiche del film. Peppe Servillo appare in alcune scene del film interpretando il cantante Jerry Como.
Il film è stato girato a Caserta (e in parte, nella sua stessa provincia, anche a Marcianise), Roana, sull'Altopiano dei Sette Comuni e a Gaeta.

## Riconoscimenti
- Ciak d'oro - 2008
  - Miglior montaggio a Esmeralda Calabria[1]
  - Migliori costumi a Ortensia De Francesco[1]
  - Migliore colonna sonora a Fausto Mesolella[1]